# Novos et ante
Novos et ante ist eine Allokution von Papst Pius IX., die am 28. September 1860 veröffentlicht wurde.
Dabei handelt es sich um eine Ansprache des Papstes vor dem Kardinalskollegium anlässlich einer Verletzung der Souveränität des Kirchenstaats im Verlauf des italienischen Risorgimento. Die Allokution beginnt mit dem Satz:

„Novos et ante hunc diem inauditos ausus a Subalpino Gubernio contra Nos, hanc Apostolicam Sedem, et Catholicam Ecclesiam admissos denuo cum incredibili animi Nostri dolore vel moerore potius deplorare ac detestari cogimur, Venerabiles Fratres.“

„Wir sind gezwungen, die neuen und bis zum heutigen Tage unerhörten, vom Königreich Sardinien gegen uns, diesen Apostolischen Stuhl und die katholische Kirche, verübten Dreistigkeiten erneut mit unglaublichem Leide und tiefer Trauer unseres Geistes zu beklagen und zu verurteilen, Ehrwürdige Brüder.“

## Überblick
In der Allokution wendet sich der Papst gegen den sardinischen Überfall auf die päpstlichen Provinzen Umbria und Picenum (Marken) vom September 1860 und verurteilt ihn sowie den dadurch gegen das universale Recht der Völker (auf Latein: „universale gentium ius“) begangenen Verstoß. Er beklagt weiterhin das Prinzip der Nichteinmischung, die von Napoléon III. als Vorwand benutzt wird, damit sein Versprechen gegenüber dem Kirchenstaat nicht eingehalten werde, ohne den Namen des französischen Kaisers zu erwähnen. Dadurch dient die Allokution als Grundlage für die Verurteilung des 61. Irrtums im Syllabus errorum.

## Hintergrund
Im Jahre 1859 rebellierten die Bevölkerungen des Großherzogtums Toskana, des Herzogtums Modena und des Herzogtums Parma gegen ihre Herrscher während und nach dem Sardinischen Krieg.
Im März 1860 wurden in den vom Königreich Sardinien besetzten Städten des Kirchenstaates Ariminum, Forum Livii und Bononia Referenda abgehalten, die das Apostolische Schreiben Quum catholica behandelt.

## Die Eroberung Italiens
Den Worten des Papstes zufolge habe das Königreich Sardinien durch Misshandlung seiner großen und kämpferischen Nation seine Macht wider alle göttliche und menschliche Gesetze über Italien erstreckt, es hetze Völker zur Erhebung an und stürze legitime Fürsten. Dabei wurden auch die Länder des Kirchenstaates in der Provinz Ämilien überfallen. Trotz der Empörung, die dadurch in der katholischen Welt hervorgerufen wurde, erhob die sardinische Regierung Anspruch auf die Provinzen Umbria und Picenum. Da jedoch ihre Bevölkerung friedlich lebte, dem Kirchenstaat getreu und sich durch reichliche Geldmittel nicht bestechen ließ (auf Latein: „earum provinciarum populos omni perfrui tranquillitate eosque Nobis fideliter adhaerere nec posse pecuniis largiter profusis aliisque improbis adhibitis dolis a legitimo Nostro […] imperio alienari ac divelli“), wurden in diese Provinzen eine Menge verdorbener Leute (perditorum hominum) entsandt, die die Bevölkerung zu einer Rebellion anstacheln sollten. Kurz darauf wurden auch Truppen entsandt.

## Die päpstlichen Truppen
In einem Brief an den Kardinal für öffentliche Angelegenheiten ließen die Sarden verlauten, dass sie die Provinzen des Kirchenstaates besetzen werden, solange die Ausländer, die in der Armee des Papstes dienten, nicht abberufen werden. Diesen Brief bezeichnet Papst Pius IX. als schamlos (auf Latein: impudentes litterae). Der gegen den Kirchenstaat gerichtete Tadel sei umso erstaunlicher, als bekanntlich keinem legitimen Staat das Recht auf Kooptation von Ausländern in die eigenen Truppen verweigert werden könne (auf Latein: nulli legitimo Gubernio denegari unquam posse ius cooptandi in suas copias exteros homines). Dieses Recht sei in Bezug auf den Kirchenstaat umso gültiger, als der Papst als Vater aller Katholiken jene, die, durch religiösen Eifer dazu ermuntert, in den päpstlichen Truppen kämpfen und zur Verteidigung der Kirche beitragen wollen, abzuweisen nicht imstande sei. Den Zustrom von Katholiken in den Kirchenstaat, um zu kämpfen, schätzt der Papst als von der Anmaßung der Angreifer hervorgerufen (auf Latein: excitatum illorum improbitate, qui civilem huius Sanctae Sedis principatum aggressi sunt). Den Überfall auf den Kirchenstaat bezeichnet Papst Pius IX. als gottlose, unrechte Aggression (auf Latein: impia iniusta aggressio), die die gesamte katholische Welt erschüttert habe (auf Latein: luctu universus catholicus orbis fuerit commotus). Mit einer eigenartigen Bösartigkeit erdreiste sich Königreich Sardinien, jene Soldaten mit dem Namen Söldner (mercenarii) zu verunglimpfen, obgleich viele von den einheimischen und ausländischen Soldaten edler Abkunft gewesen seien, erlauchten Familien entstammt haben und einzig durch religiösen Eifer berührt, ohne jegliche Bezahlung in der päpstlichen Armee hätten kämpfen wollen (auf Latein: Singulari autem malignitati Subalpinum Gubernium Nostris militibus mercenarii notam per summam calumniam inurere minime veretur, cum non pauci ex indigenis exterisque Nostris militibus nobili genere nati, et illustrium familiarum nomine conspicui, ac religionis amore unice excitati, sine ullo emolumento in Nostris copiis militare voluerint.).

## Feindseligkeiten auf dem Boden des Kirchenstaates
Als die sardinischen Truppen in die päpstlichen Provinzen vorrückten, seien sie ihrer feindseligen Ziele nicht verdächtigt worden, zumal sie beteuert haben, dass sie angeblich auf die Vertreibung von Aufrührern hinauswollten (auf Latein: „asseveratum esset, Subalpinas copias prope territorium Nostrum accessisse […] ut inde perturbatorum turmas arcerent“). Daher habe der Oberbefehlshaber der päpstlichen Truppen nicht mutmaßen können, dass er zur Schlacht mit den Sarden, die der päpstlichen Armee an Zahl und Waffen überlegen seien, gezwungen werde. Als er sich darüber im Klaren gewesen sei, habe er den Entschluss gefasst, sich nach Ancona zurückzuziehen. Er sei auf dem Wege abgefangen und zur Schlacht gezwungen worden.
Der Papst gedenkt der in dieser Schlacht gefallenen tapferen Soldaten, insbesondere der auserlesenen Jünglinge (auf Latein: „strenui milites ac lectissimi praesertim iuvenes“), deren Familien vom Jammer heimgesucht werden, und zollt ihnen seine Anerkennung. Ebenfalls bezeigt der Papst den Vorsitzenden (praesides) der Bezirke Urbinum-Pisaurum (in Picenum) und Spoletium (in Umbrien), die ihr Dienst unentwegt und fleißig verrichtet haben seine Anerkennung.

## Widerlegung der sardinischen Motive
Das von den Sarden ausgerufene Ziel der Wiederherstellung der Moralordnung nennt Papst Pius IX. eine augenscheinliche Unverschämtheit und Heuchelei (auf Latein: „insignis impudentia et hypocrisis“). Dass die Moralordnung ausgerechnet von jenen, die einen erbitterten Kampf gegen die katholische Kirche und ihre Diener ausgelöst, gegen die kirchlichen Regeln, die Zensur verstoßen, eminente Kardinale, Bischöfe, aber auch Priester eingekerkert, die Kirche ihrer Güter beraubt, und die Länder des Heiligen Stuhls verwüstet haben, wiederhergestellt werde, weist der Papst mit gemäßigter Ironie („scilicet moralis ordinis principia ab iis restituentur, qui […]“) zurück. Zudem beschuldigt Papst Pius IX. die Eindringlinge der Errichtung weltlicher Schulen mit allerlei falschen Lehren und sämtlicher Freudenhäuser (auf Latein: „publicas cuiusque falsae doctrinae scholas et meretricias etiam domos constituunt“); der Kränkung der Ehre, Anständigkeit, Zucht und Tugend sowie der Verachtung und des Auslachens der religiösen Sakramente und Einrichtungen; der Vernichtung jedes Anhauches von Gerechtigkeit.

## Ruf nach Hilfe
Inmitten der feindlichen, fürchterlichen, wider alle Gesetze der Gerechtigkeit und des internationalen Rechts verübten Aggression und Okkupation (auf Latein: „in hac igitur tam iniusta, tam hostili et horrenda […] aggressione et occupatione a Subalpino Rege eiusque Gubernio contra omnes iustitiae leges et universale gentium ius peracta“) verurteilt und rügt Papst Pius IX. alle frevelhaften, ruchlosen Vergehen des sardinischen Königs und Staates, und betont seine Autorität über die besetzten Länder.
Papst Pius IX. wünscht sich die Hilfe von außen (auf Latein: „alieni auxilii opem […] desideremus“), erwähnt die Deklarationen eines der mächtigsten Herrscher Europas, deren Verwirklichung er schon lange erwartet. Es werden die von der sardinischen Besetzung hervorgerufenen Unannehmlichkeiten in den restlichen Gebieten des Kirchenstaates, die auch die Ausübung einiger geistlichen Dienste verhindern, aufgezählt.

## Prinzip der Nichteinmischung und die Gefahr des Kommunismus
Der Papst geißelt das verhängnisvolle, unheilvolle Prinzip der Nichteinmischung (auf Latein: „funestum ac perniciosus principium, quod vocant de non interventu“), der neulich von einigen Staaten befolgt wird, selbst wenn es sich um die ungerechte Aggression eines Staates gegen einen anderen handelt. Auf diese Art und Weise würden das Straflosigkeit, die Beraubung fremden Eigentums, fremder Länder gegen die göttlichen und menschlichen Gesetze gängig werden. Dass nur dem sardinischen Königreich vor den Augen Europas gestattet werde, gegen dieses Prinzip zu verstoßen, in fremde Länder einzudringen, die dortigen legitimen Fürsten zu stürzen, sei erstaunlich. Es mögen alle Herrscher Europas überlegen, welch ein Unheil die ungeheure Gewalt gegen das internationale Recht heraufbeschwöre. Sollte sie nicht bezwungen werden, könnte fortan die Unerschütterlichkeit keines legitimen Rechts bestehen. Aus diesem vom sardinischen Königreich begünstigten Prinzip der Rebellion sei leicht zu schlussfolgern, inwieweit jedem beliebigen Staat die Gefahr und das Unheil drohen würden, wenn solchermaßen der Zutritt des verhängnisvollen Kommunismus gewährt würde (auf Latein: „cum ita fatali Communismo aditus aperiatur“). Die Fürsten müssten davon überzeugt werden, dass ihr Interesse völlig mit dem des Kirchenstaates verbunden sei. Papst Pius IX. zweifelt nicht daran, dass die katholischen Herrscher und Völker prompt ihre ganze Sorge und Tätigkeit zur Verfügung stellen würden, um ihn vor den mörderischen Waffen eines entarteten Sohnes zu verteidigen (auf Latein: „Non dubitamus autem, quin catholici praesertim Principes ac Populi omnem eorum curam et operam studiosissime conferant, ut […] Patrem et Pastorem parricidialibus degeneris filii armis oppugnatum modis omnibus adiuvare, tueri et defendere properent atque festinent“).